# أحمد أصفهاني
أحمد أصفهاني هو كاتب لبناني وصحافي في جريدة الحياة. أشرف على تحرير مجموعة من الكتب السياسية والأدبية، منها «في خدمة الوطن: مختارات من الوثائق الخاصّة للأمير فريد شهاب» بطبعتيه العربية والإنكليزية، و«أنطون سعادة والحزب السوري القومي الاجتماعي في أوراق الأمير فريد شهاب».صدر له أيضا عن دار الساقي: «مي زيادة... صحافية» يلقي الكتاب الضوء على جانب مميّز من عطاء مي زيادة لم يحظَ بالاهتمام: عملها في الحقل الصحافي واللمسات التي أدخلتها على الأساليب الصحافية السائدة آنذاك. ويضمّ مجموعة كبيرة من مقالاتها التي لم يسبق نشرها، وذلك خلال الفترة التي أمضتها في الإشراف على «القسم النسائي الاجتماعي» في جريدة «السياسة الأسبوعية» بين 1926 و1927.. يعمل حالياً على إنجاز كتاب وثائقي عن الحرب الأهلية اللبنانية سنة 1860.

## مؤلفات
- مي زيادة... صحافية[3][4][5]
- أميركا والإسلام السياسي[6]
- روز أنطون[7]